# 드라간 체란
드라간 체란(세르비아어: Дpaган Ћepaн, 1987년 10월 6일 ~ )는 세르비아의 축구 선수로, 현재 우즈베키스탄 슈퍼리그의 파흐타코르 타슈켄트 FK에서 공격수로 뛰고있다.